# Nostra Senyora del Coral

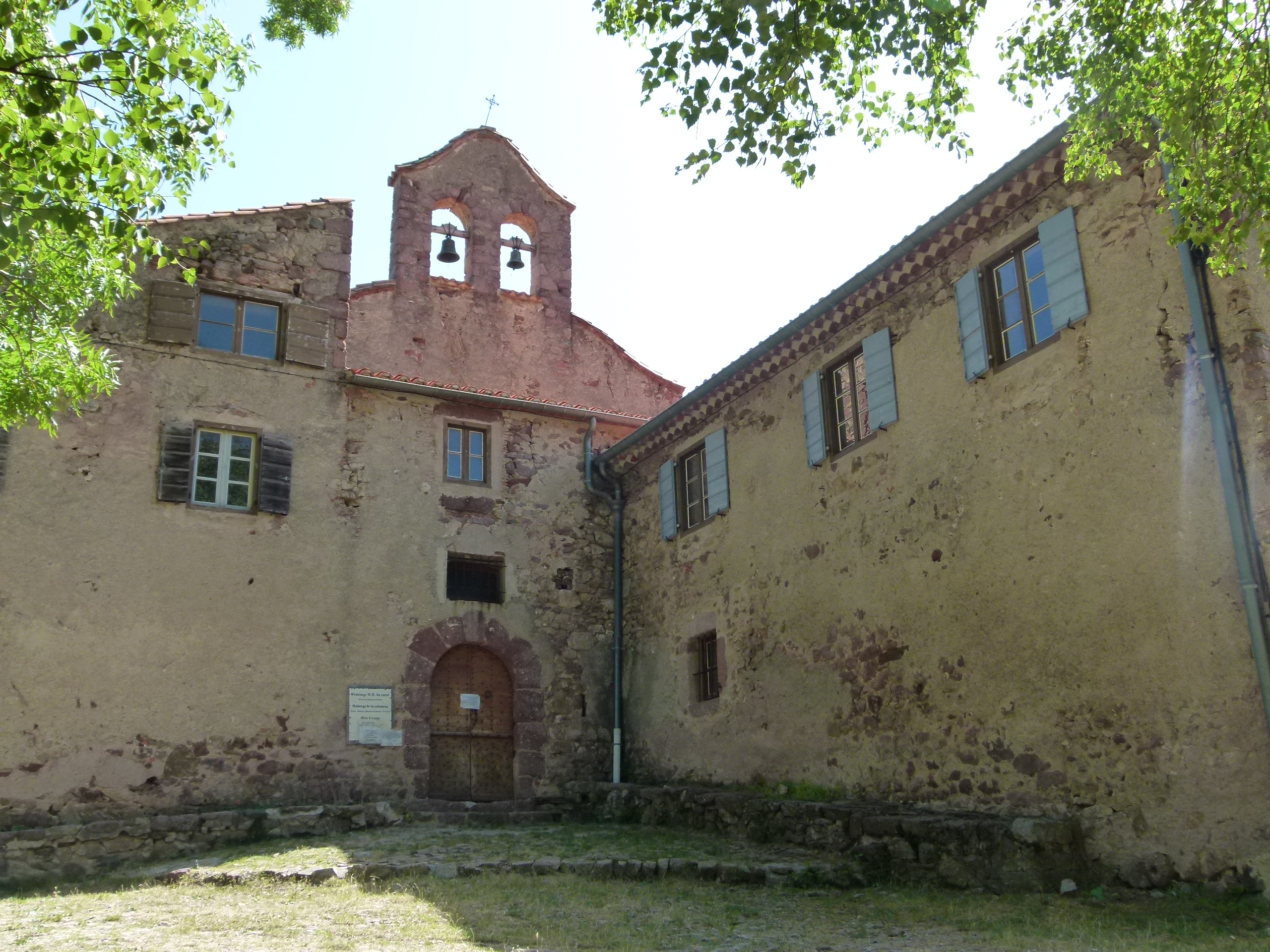
Portal d'entrada

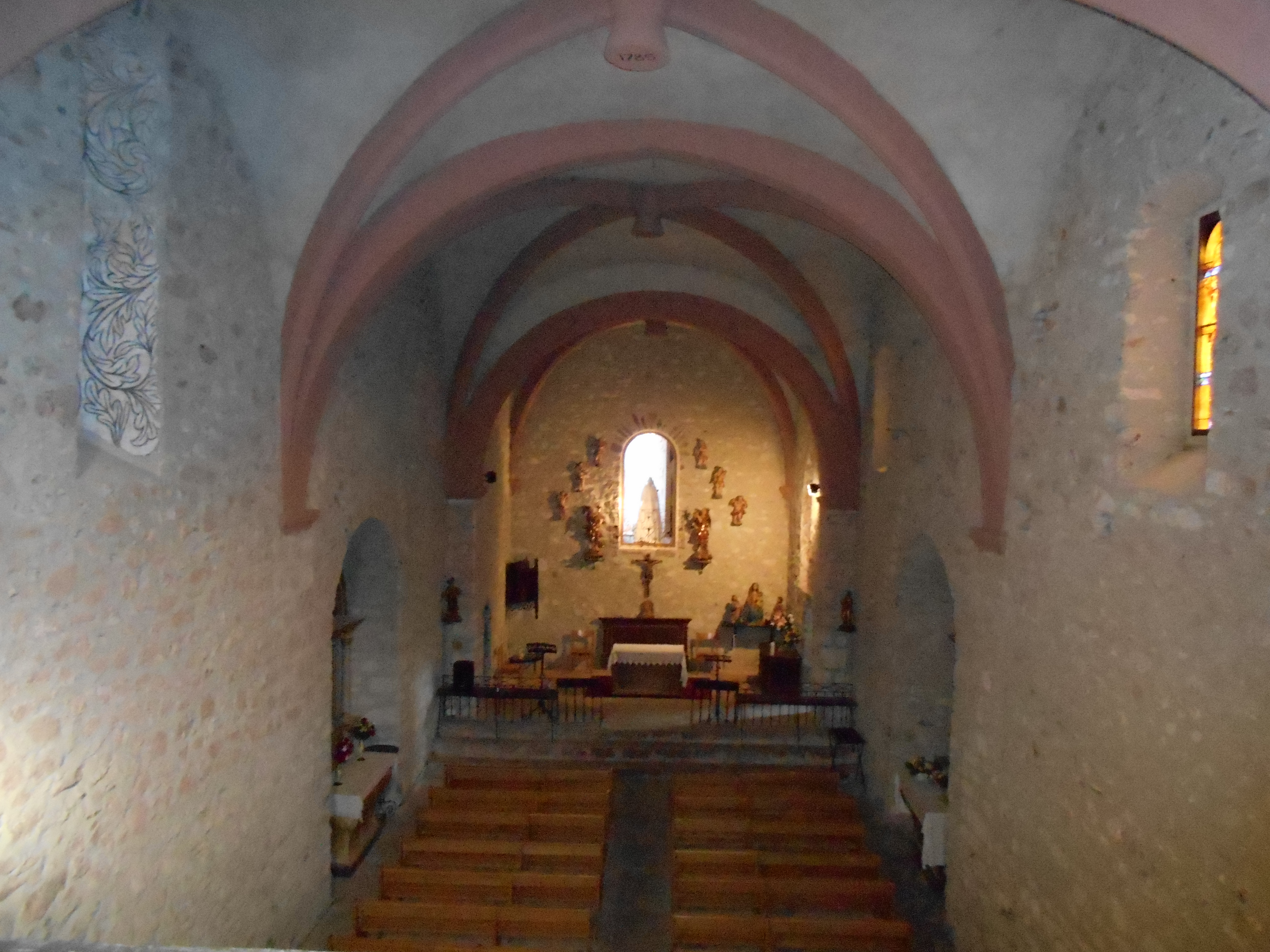
Interior de l'ermita: la capçalera

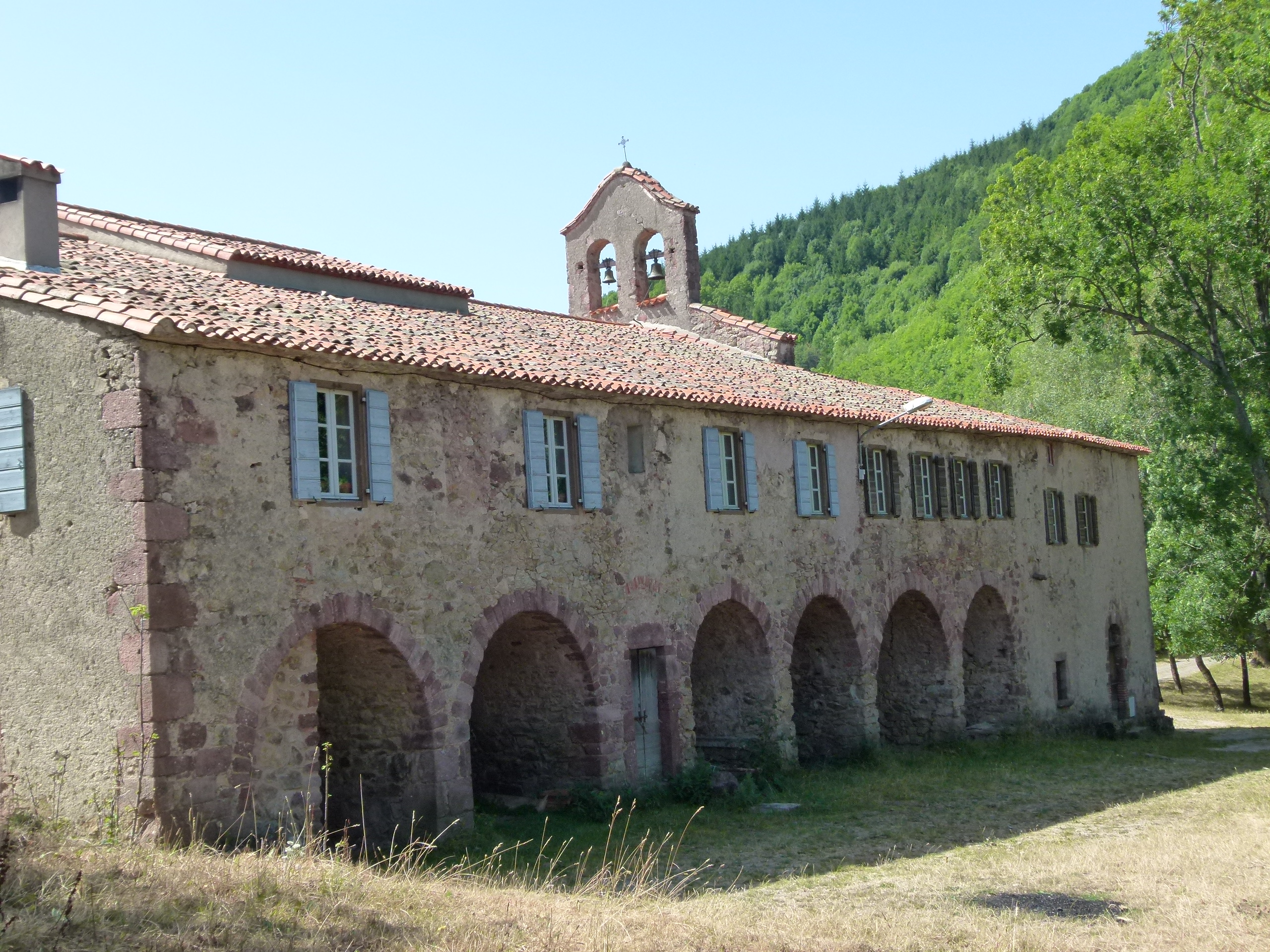
Costat nord-est

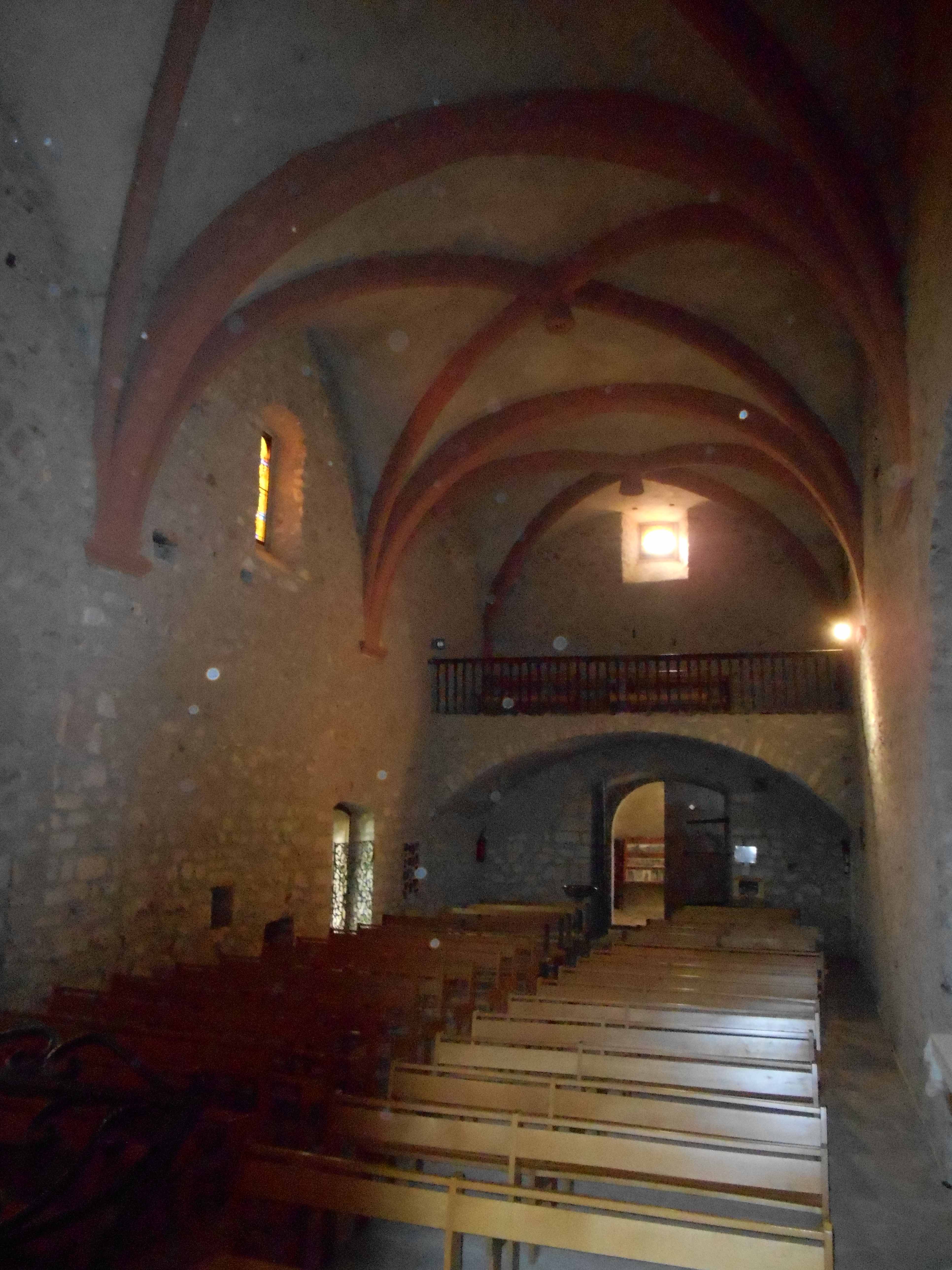
Interior de l'ermita: la nau

Nostra Senyora del Coral, també del Corral, és una ermita dels segles xvii i XVIII situada en el terme comunal de Prats de Molló i la Presta, a la comarca del Vallespir, Catalunya del Nord.
Està situada al sud del terme municipal de Prats de Molló i la Presta i a l'est del Coll d'Ares, a una altitud de 1.088 metres. No gaire lluny hi ha un alberg rural. L'ermita és propera al Puig de las Cobines, o de les Cubinyes (1.253 metres), al nord-est i el Tossal (1.281 mètres), al sud-oest. El poble de la Menera no queda gaire lluny, a llevant.
Va ser inscrita com a monument històric el 18 d'abril del 1990.
No s'ha de confondre amb la Mare de Déu del Corall, de Begur.

## Toponímia
L'església ja és esmentada en el segle xiv (S. Maria de Corallo). Al segle xvii es troba el nom de Hermita de N.S. del Coral. L'ermita s'anomena també. Santa Maria del Coral o del Corral o Notre Dame du Coral, en francès. El qualificatiu de Coral (en català més aviat corral) ve sens dubte de la proximitat del tancat d'una masia propera ja mencionat en el segle x, la Villa Avellanedello. Com altres epítets de Maria, el nom de Coral, o Coralí s'ha posat entre les dones, sobretot les del Vallespir i la Garrotxa. Una de les protagonistes de la novel·la La Punyalada, de Marià Vayreda, que transcorre a l'Alta Garrotxa, es diu Coralí.

## Història
La tradició atribueix a un pastor la descoberta d'una Mare de Déu dins un roure en aquella zona.
La primera capella existent en aquest lloc, associada al poblat desaparegut de Miralles, es remunta a l'època preromana. A penes en queden restes, com es veurà més endavant. El segle xiii va veure una nova construcció de l'església, duta a terme per l'abadia de Santa Maria de Camprodon, però el Bisbat d'Elna es va fer amb la propietat del lloc, i hi construí la capella actual.
La capella actual es va construir al segle xvii (la clau de volta indica l'any 1690). Les escales laterals es van afegir el 1842 i 1868. El campanar en espadanya té dues campanes datades en 1714 i 1766. El conjunt va ser restaurat l'any 1986.
El juny del 1859, un meteorit de més de 12 kg. va caure a prop de l'ermita, però sense causar danys.

## Arquitectura

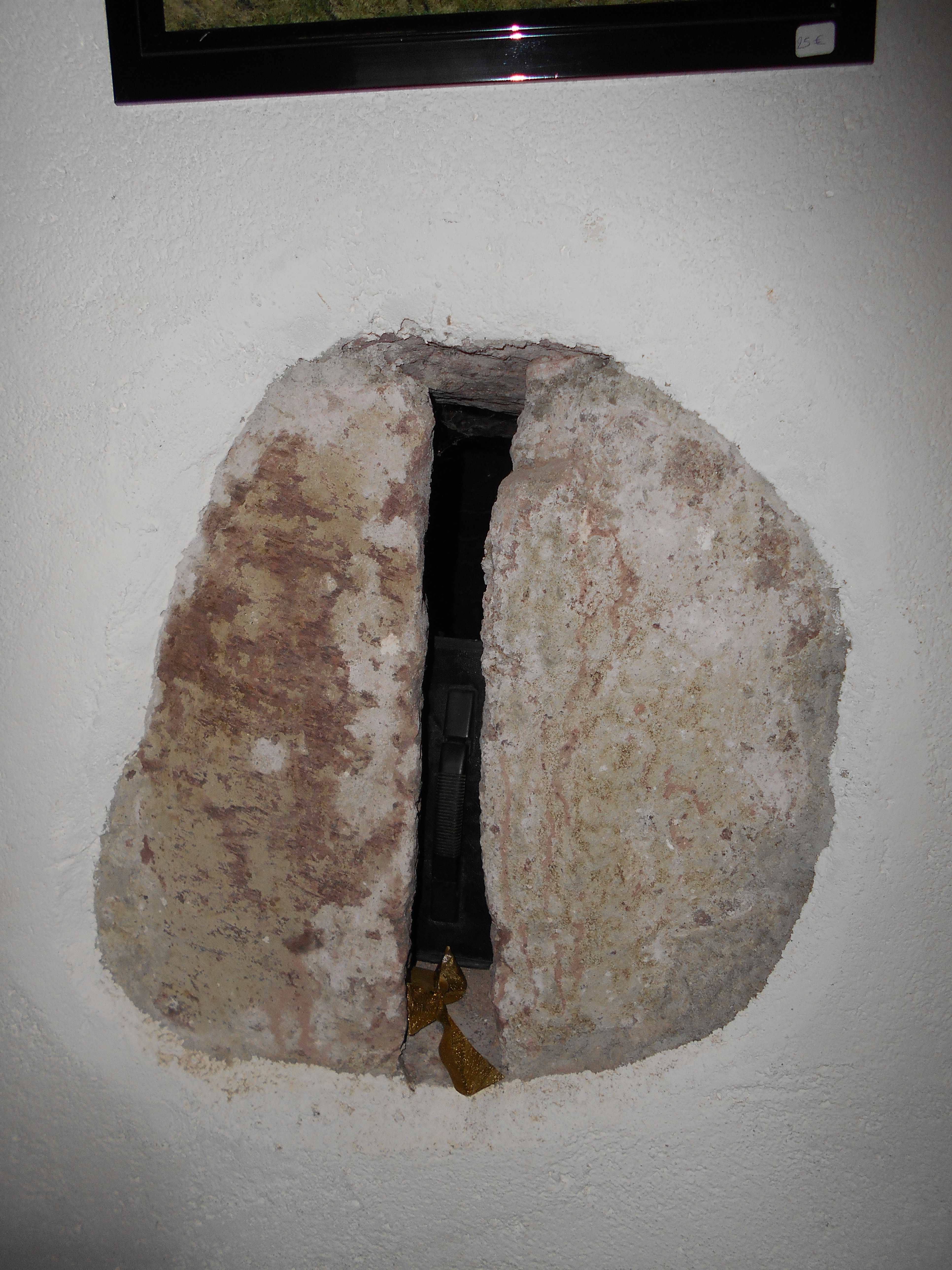
Finestra que queda de la primera ermita

La primera ermita existent, probablement dels segles IX-X, és actualment quasi del tot desapareguda. Només en resta una espitllera d'una sola esqueixada orientada a ponent, que deu correspondre a la façana de ponent. És a dins de la sala de l'hostatgeria que queda davant i a migdia de la porta d'entrada a l'església.
El conjunt actual està format per diversos edificis. La capella és d'una sola nau, i té al capdavall una capella elevada a la qual s'accedeix per dues escales laterals, que forma el cambril de la Mare de Déu. Aquesta imatge és d'esquena a la nau de l'església per tal de presentar-se de cara als fidels que pugen al cambril.

## Decoració

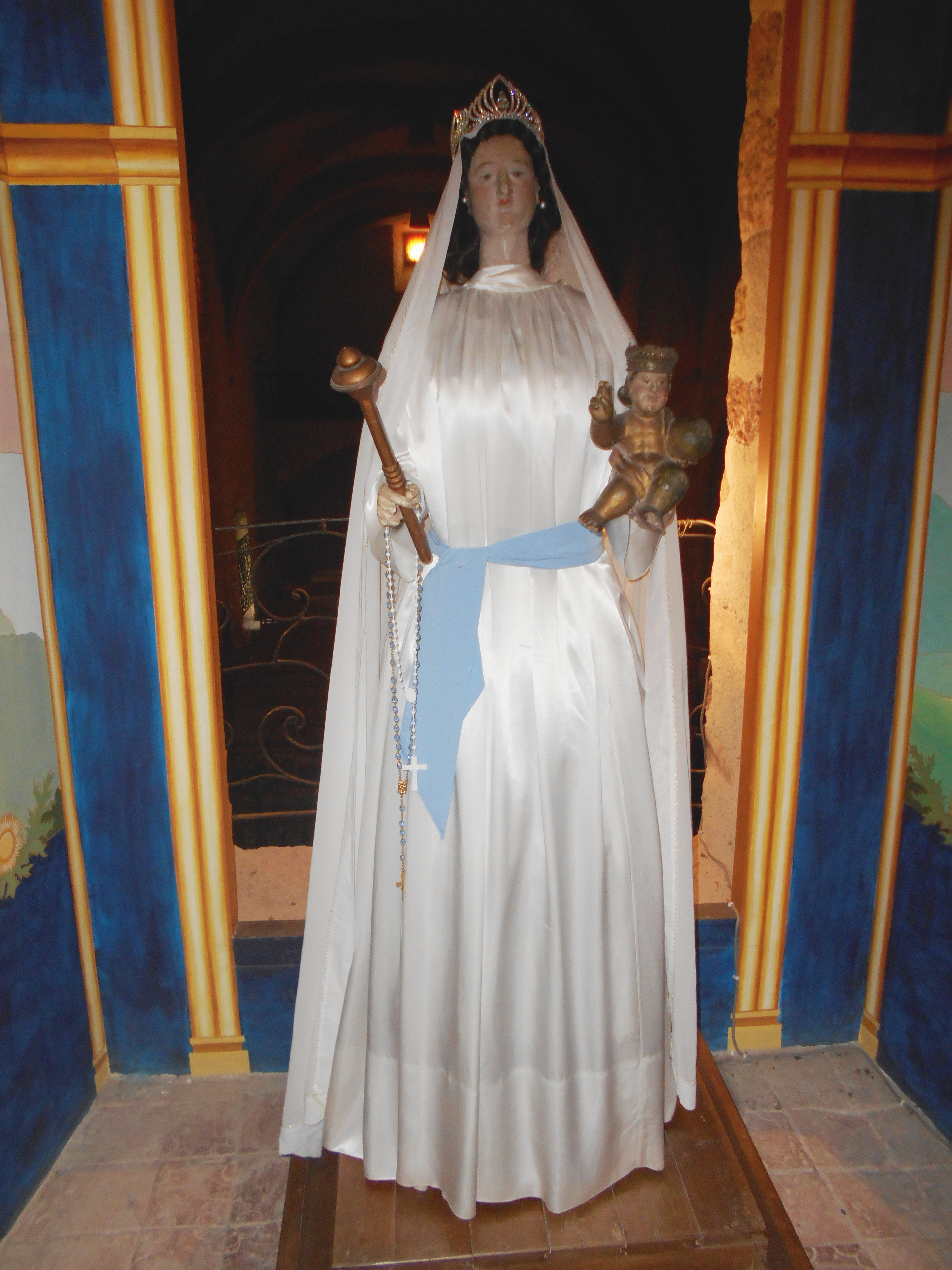
Nostra Senyora del Coral

L'ermita conté l'estàtua de la Mare de Déu del segle xiii, objecte de pelegrinatge, un Crist en majestat del segle xviii i retaules del Crist i de Sant Isidor fets el 1868.

## Festa
L'ermita és un lloc de pelegrinatge on cada 16 d'agost es fa un aplec.